# Pelechuco
Pelechuco är en ort i Bolivia.   Den ligger i departementet La Paz, i den nordvästra delen av landet, 600 km nordväst om huvudstaden Sucre. Pelechuco ligger 4 198 meter över havet och antalet invånare är 936.

Ceremoniellt klädda indianer utanför kyrkan i Pelechuco, Bolivia 1904-05 - SMVK - 002450

Terrängen runt Pelechuco är mycket bergig. Trakten runt Pelechuco är nära nog obefolkad, med mindre än två invånare per kvadratkilometer.. Det finns inga andra samhällen i närheten.
Trakten runt Pelechuco består i huvudsak av gräsmarker.